# Pirići (Bratunac)
Pour les articles homonymes, voir Pirići.
Pirići (en serbe cyrillique : Пирићи) est un village de Bosnie-Herzégovine. Il est situé dans la municipalité de Bratunac et dans la république serbe de Bosnie. Selon les premiers résultats du recensement bosnien de 2013, il compte 32 habitants.

## Démographie

### Répartition de la population (1991)
En 1991, le village comptait 505 habitants, tous Musulmans (Bosniaques).